# Віллі (собака)
Віллі (англ. Willie), повна кличка Віллі Віффл (англ. Willie Whiffle; 1942—1955) — бультер'єр, що належав генералу Джорджу Сміту Паттону.
Бультер'єр спочатку належав пілотові Королівських військово-повітряних сил Великої Британії і носив кличку «Панч». Генерал Паттон придбав його у вдови пілота в березні 1944 року, під час перебування у Великій Британії при підготовці до Операція «Оверлорд». Він дав псу нову кличку «Віллі Уіффл», або коротко «Віллі». Після смерті генерала в грудні 1945 року Віллі передали його вдові і дочкам. З ними бультер'єр прожив наступні десять років в маєтку «Ферма зелених лугів» (нині Паттон-Хоумстед), де помер в 1955 році.

## Біографія
Імовірно, Віллі народився в грудні 1942 року. Паттон придбав його 4 березня 1944 року і написав у своєму щоденнику: "Моє щеня буль … Почувається зі мною, як риба в воді. Йому п'ятнадцять місяців, білосніжний, не рахуючи маленької плями на хвості, яке при побіжному погляді схоже на те, як якщо б він забув підтертися після туалету ".
Першим господарем собаки був пілот бомбардувальника Королівських військово-повітряних сил Великої Британії, який брав із собою цуценя в нічні рейди над нацистською Німеччиною. Тоді у пса була кличка «Панч». Одного разу пілот не взяв його з собою в черговий нічний рейд, з якого не повернувся.
Генерал Паттон любив собак, особливо бультер'єрів. До Віллі у нього був бультер'єр на прізвисько Танк. Прибувши до Великої Британії на весні 1944 року, Паттон вирішив придбати бультер'єра на батьківщині цієї породи. Він попросив допомогти йому в цьому леді Маргарет Еліс Ліз, дружину генерала Олівера Ліза, яка разом з шофером генерала Дуайта Ейзенхауера Кейем Саммерсбі і ад'ютантом Елом Стіллером знайшла підходящого цуценя. Паттон купив його у вдови пілота 4 березня 1944 року, і вже на наступний день щеня було у нього.

### Версії походження клички
Генерал назвав пса Віллі Віффл (англ. Willie Whiffle) в пам'ять про зголоднілого хлопчика, з яким Паттон випадково познайомився під час Великої депресії, запросив до себе в гості і досхочу нагодував. Вид виснаженого цуценя нагадав йому вид голодного дитини, і тому генерал назвав пса його ім'ям.
У фільмі «Паттон» показана версія, придумана сценаристами картини і набула широкого поширення в засобах масової інформації. За задумом кінематографістів спочатку Паттон назвав пса «Вільгельмом Завойовником» напередодні Нормандської операції, але коли бультер'єр підгтнав хвоста під час нападу на нього мальтійської болонки по кличці Абігайль — він перейменував його. Розчарований боязкістю вихованця, генерал сказав: "Тебе звуть не Вільгельм; а Віллі ".
Проти останньої версії свідчать такі факти: по-перше, пес ніколи не був в самому місті Натсфорд, де за версією сценаристів все це сталося; по-друге, він мав високий ступінь агресивності, про що свідчать його бійки з іншими собаками. Письменник і кінолог Кетлін Кінсолвінг в своїй книзі про відомих військових собак і політиків часів Другої світової війни так написала про характер пса генерала Паттона: «Віллі атакував би будь-яку собаку, якби відчув, що Паттон загрожує небезпека».

### Генерал і пес
Першим будинком Віллі стала резиденція генерала Паттона в маєтку Пеовер-Холл, в графстві Чешир. Віллі не тільки їв разом зі своїм господарем (поступово він набрав вагу), сидячи під столом у його стільця, але і спав з ним в його фургоні, коли той перебував у роз'їздах. Спеціально для Віллі на металеві гратчасті сходинки, які вели до дверей фургона, генерал настелити дерев'яні дошки, щоб у пса не чіплялтсь кігті при підйомі і спуску. Віллі обожнював свого господаря. Ось що сам Паттон писав про своє чотириногого друга в щоденнику в липні 1944 року: "Віллі без розуму від мене і впадає в [радісну] істерику, коли я повертаюся до табору. Він теж хропе, і створює компанію ночами … ".
Віллі був «дамським угодником», мав грайливий характер. Одного разу він схопив з крісла ремінь генерала з пістолетом в кобурі і побіг вниз по коридору, змусивши Паттона ганятися за ним. У пса був власний набір жетонів військовослужбовця. Генерал так любив свого пса, що навіть влаштував вечірку з нагоди дня народження Віллі.
Пес майже завжди супроводжував господаря, куди б той не ходив і не їздив. Вони робили часті тривалі прогулянки, при цьому собака завжди йшла поруч з генералом, так близько, що їй не був потрібен повідець. Коли Віллі з'являвся в приміщенні, офіцери і солдати знали, що скоро тут з'явиться і сам Паттон. Офіцери, які служили поруч з Паттоном, згадували, що пес генерала любив літати, але не виносив вогню артилерії і інших гучних звуків. Він також, за їхніми словами, часто «пускав гази».
Деякі помічали зовнішню схожість між господарем і його собакою. Ось як про це згадував карикатурист журналу «Зірки і смуги», сержант Білл Модлін, який бачив генерала і його пса в березні 1945 року: "… Поруч з ним [Паттоном] лежав у великому кріслі Віллі, бультер'єр. Якщо коли-небудь собака схожа на свого господаря, так це був той випадок. Віллі мав той же вираз, що і його улюблений бос, не вистачало тільки стрічки і зірок. Я встав в дверях, дивлячись на чотири недоброзичливих очі, які коли-небудь бачив … ".

### Після смерті господаря
Після трагічної загибелі Паттона 21 грудня 1945 року внаслідок травм, отриманих ним в автомобільній катастрофі, Віллі передали вдові і дочкам генерала. Кілька місяців собака страждала від розлуки з господарем.
Наступні десять років Віллі прожив в маєтку Паттон «Ферма зелених лугів» (нині Паттон-Хоумстед), недалеко від міста Гамільтон в штаті Массачусетс. Він помер в 1955 році і був похований на території маєтку, там, де господарі ховали своїх домашніх вихованців.
У Меморіальному музеї генерала Джорджа С. Паттона в Кіріако-Саміт (штат Каліфорнія) Віллі увічнений у бронзовому пам'ятнику поруч зі своїм господарем. Річард Стіллман, офіцер, який служив поруч з Паттоном, написав книгу про Віллі — «Кращий друг генерала Паттона».